# Федоренко Олена Іванівна
Федоренко Олена Іванівна (7 вересня 1971, м. Харків) — український вчений, педагог. Доктор педагогічних наук (2009), професор (2011).

## Життєпис
Федоренко (Рожко) Олена Іванівна народилася 7 вересня 1971 у м. Харків. У 1978 році вступила до середньої школи № 132 м. Харкова, яку закінчила у 1988 році. 
У 1989 році вступила на навчання до Харківського державного педагогічного інституту ім. Г.С. Сковороди (фізико-математичний факультет). У 1994 році закінчила навчання, отримавши диплом спеціаліста Харківського державного педагогічного університету ім. Г.С.Сковороди (тепер – Харківський національний педагогічний університет імені Григорія Сковороди) та кваліфікацію «учитель фізики і математики».
У серпні 1994 року поступила на роботу до середньої загальноосвітньої школи №150 м. Харкова на посаду вчителя фізики. У жовтні того ж року вступила на навчання до заочної аспірантури при кафедрі педагогіки Харківського державного педагогічного університету ім. Г.С.Сковороди. У квітні 2000 року поступила на роботу до Університету внутрішніх справ (тепер Харківський національний університет внутрішніх справ) на посаду викладача соціально-психологічного відділення факультету права та підприємництва. Впродовж 2000 – 2010 років перебувала на посадах старшого викладача, доцента, професора кафедри загальної психології та педагогіки Харківського національного університету внутрішніх справ. 
З квітня 2010 року і до теперішнього часу працює в посаді завідувача (начальника) кафедри педагогіки та психології ХНУВС. 
У 1999 році захистила дисертацію на здобуття наукового ступеня кандидата педагогічних наук за темою: «Формування логічних умінь учнів основної школи» за спеціальністю 13.00.01 – теорія та історія педагогіки.
У 2009 році захистила дисертацію на здобуття наукового ступеня доктора педагогічних наук за темою: «Підготовка майбутніх працівників органів внутрішніх справ до соціальної та виховної роботи з підлітками» за спеціальністю 13.00.04 –теорія і методика професійної освіти. 
У 2011 році присвоєно вчене звання професора кафедри психології та педагогіки ХНУВС.
Під науковим керівництвом Федоренко О.І. захищено 6 дисертацій на здобуття наукового ступеня кандидата педагогічних наук. Коло наукових інтересів Федоренко О.І. пов’язано із підготовкою кадрів для різних підрозділів МВС України та питаннями профілактичної та виховної роботи з дітьми.

## Творчість
Опублікувала понад 100 наукових та навчально-методичних праць, серед яких: монографія «Система підготовки майбутніх правоохоронців до соціальної та виховної роботи з підлітками» (2008);  підручник: «Основи психології та педагогіки» (у співавторстві, 2003); 5 навчальних посібників: «Механізми взаємодії органів державної влади та неурядових організацій у протидії жорстокому поводженню з дітьми» (у співавторстві, 2005); «Основи педагогічної техніки» (у співавторстві, 2006); «Основи психології » (у співавторстві, 2012); «Професійно-психологічна підготовка працівників слідчих підрозділів» (у співавторстві, 2015); «Тренінг розвитку професійних настановлень майбутніх правоохоронців» (у співавторстві, 2015). 

## Нагороди
Відзнаки МВС України: «За розвиток науки, техніки та освіти» II ступеня, «За сумлінну службу» ІІ ступеня; медаль «15 років сумлінної служби», Почесна грамота Харківської обласної державної адміністрації.